# Jay Chattaway
Jay Chattaway (Monongahela, Pensilvânia, 8 de julho de 1946) é um compositor estadunidense de trilhas sonoras para TV e cinema. 

## Carreira
Amigo e colaborador de William Lustig, Chattaway fez a parceria com ele de 1980 a 1990, por exemplo: Maniac (1980) (1980) (o primeiro filme da parceria Chattaway e Lustig), Vigilante (1983) Maniac Cop (1988), Relentless (1989) e Maniac Cop 2 (1990) (o último filme da parceria Chattaway e Lustig).
Ele é mais famoso por compor trilhas sonoras para as séries de Star Trek: Star Trek: The Next Generation, Star Trek: Deep Space Nine, Star Trek: Voyager e Star Trek: Enterprise.
Sua simples melodia para flauta composta para o episódio de The Next Generation "The Inner Light" foi adaptada para ser tocada por uma orquestra completa, sendo seu trabalho mais conhecido até hoje.
Chattaway já venceu um Primetime Emmy Award de Melhor Composição Musical para uma Série pelo seu trabalho no último episódio da série Voyager, tendo sido indicado outras quatro vezes.